# Бешкент
Бешкет (узб. Beshkent / Бешкент) — город в Кашкадарьинской области Узбекистана, административный центр Каршинского района.

## История
В 1926—1962 годах являлся центром Бешкентского района. Статус города был присвоен в 1977 году (до этого был кишлаком).

## Инфраструктура
Расположен в 7 км от железнодорожной станции Карши. В городе размещены предприятия лёгкой промышленности.

## Население
| 1979 | 1989   |
| ---- | ------ |
| 5923 | 11 551 |